# HD47802
HD47802 — хімічно пекулярна зоря спектрального класу B9, що має видиму зоряну величину в смузі V приблизно  8,5.
Вона  розташована на відстані близько 1009,8 світлових років від Сонця.

## Фізичні характеристики
Телескоп Гіппаркос зареєстрував фотометричну змінність  даної зорі з періодом    1,03 доби в межах від  Hmin= 8,57 до  Hmax= 8,49.

## Пекулярний хімічний вміст
Зоряна атмосфера HD47802 має підвищений вміст 
Si
.